# Grotto (film)
Grotto è un film italiano del 2015 diretto da Micol Pallucca.

## Trama
Tre bambini costringono un loro compagno di classe a una prova di coraggio per entrare a far parte del loro gruppo: dovrà prendere un teschio da una chiesa abbandonata. Inaspettatamente il bambino cade da una voragine che si apre sul pavimento. I tre ragazzi rimasti fuori accorrono in suo soccorso ma non sanno cosa fare. Il buco è troppo profondo e pensano al peggio. Alla fine sembrano voler scappare via, ma non sanno che la sorellina di uno di loro li ha seguiti. La bambina irrompe nella chiesa e interviene, si cala nella voragine dove è caduto il bambino appesa ad una corda di fortuna, ma quando la panca a cui si era legata cede sotto il suo peso, trascina nel buco anche i tre bambini. Ritrovano il loro compagno ma si rendono conto di non poter più tornare indietro e decidono di cercare un'uscita. Dopo numerose peripezie, arrivati allo stremo delle forze, saranno aiutati da Grotto, una buffa creatura simile a una stalagmite che abita nelle grotte e che si esprime solo con suoni gutturali.

## Distribuzione
Il film è stato presentato in anteprima al Giffoni Film Festival il 24 luglio 2015 e distribuito nelle sale cinematografiche italiane il 21 aprile 2016.

## Riconoscimenti
- 2015 - Giffoni Film Festival
  - Miglior film - categoria Elements +6[2]